# 巴氏格伏南極魚
巴氏格伏南極魚為輻鰭魚綱鱸形目南極魚亞目南極魚科的其中一種，分布於南冰洋的威德爾海海域，生活習性不明。